# Deux Bassins
Deux Bassins (literalmente "Dos Colinas" en francés), conocida por los locales como Fadj El-Hodhdine (en árabe: فج الحوضين‎), es un municipio (baladiyah) de la provincia o valiato de Médéa en Argelia. En abril de 2008 tenía una población censada de 3487 habitantes.
Se encuentra ubicado en el centro-norte del país, a poca distancia al sur de la costa del mar Mediterráneo y de la capital del país, Argel.